# Pino Alto
Pino Alto es un barrio de la localidad española de Pinofranqueado, en la provincia de Cáceres. Hasta 1956, se consideraba una localidad separada, pues era una de las alquerías que formaban el vecino municipio de Caminomorisco.

## Historia
El Auto de Ortiz Jarero de 1734 lo menciona como una de las alquerías vinculadas a la parroquia de Nuestra Señora de la Encina de la vecina "alquería del Pino" (el casco antiguo del actual pueblo de Pinofranqueado), pero no pertenecía al "concejo de lo Franqueado" (el actual término municipal de Pinofranqueado), sino al vecino concejo de Caminomorisco. Este documento lo describe en los siguientes términos:

El Pino Alto, que está a la derecha del Camino Morisco hacia el oriente, dista del Bajo muy corta distancia, y uno y otro se consideran un solo lugar aunque de diferentes concejos. Tiene cuatro vecinos (entiéndase "familias" en el lenguaje de la época); el sitio bueno y llano pero más enfermo por estar más expuesto a las nieblas del río que pasa al pie por el lado de mediodía hacia el oriente.

La línea divisoria entre los dos concejos persistió tras la caída del Antiguo Régimen en el siglo XIX, cuando pasaron a ser municipios en la recién creada provincia de Cáceres. A un lado de esta línea, el "concejo de lo Franqueado" pasó a ser el actual municipio de Pinofranqueado sin Pino Alto. Al otro lado, Caminomorisco se constituyó como municipio con una gran peculiaridad: sus aldeas estaban tan distantes entre sí que no existía una capital municipal (el pueblo de Caminomorisco no se formó hasta el siglo XX). El diccionario de Madoz, de mediados del siglo XIX, señala que en este municipio sin capital había dos casas consistoriales, una en Cambroncino y otra en Pino Alto. Sobre esta última alquería, el citado diccionario indica lo siguiente:

PINO-ALTO: alquería del concejo de Camino-morisco, en la provincia de Cáceres, partido judicial de Granadilla, territorio de las Hurdes. SIT. en la meseta de una pequeña altura, a la margen izquierda del río de los Angeles o del Pino. Tiene 12 CASAS, una de ayuntamiento que sirve para las reuniones del concejo; pertenece a la feligresía del Pino-franqueado, de cuya alquería la separa solamente un barranco no muy profundo; en los demás extremos, con el concejo (V.). POBL. , 7 vecinos, 30 almas.

Según se comprueba en un mapa de la provincia de 1897-1902, la diferencia con los términos municipales actuales era un sector de terreno de tan solo 0,27 km², que únicamente comprendía la parte del término municipal de Pinofranqueado ubicada al norte del río de los Ángeles y al este de la actual carretera EX-204.
El 13 de abril de 1956, por decreto del ministro de la Gobernación Blas Pérez González, se corrigieron los límites del término, incorporando a Pinofranqueado lo que entonces eran dos barrios denominados "Pino Alto de Arriba" y "Pino Alto de Abajo". La fusión del Pino Alto con Pinofranqueado dio lugar al pueblo actual, que creció notablemente en las décadas posteriores hasta ser el pueblo más importante de Las Hurdes; debido a ello, el Pino Alto no conserva su arquitectura vernácula de alquería y está formado casi exclusivamente por edificios posteriores a la fusión. Como recuerdo de la antigua alquería, se conserva la denominación "Pino Alto" para una de las calles, así como cierto trazado estrecho e irregular en las vías públicas.